# Children of the World
Albums de Bee Gees
Main Course
(1975) Here at Last... Bee Gees... Live
(1977)
Children of the World est le quatorzième album des Bee Gees, sorti en septembre 1976. La première chanson de l'album, You Should Be Dancing, est arrivée numéro 1 aux États-Unis et au Canada, et est entrée dans le « top 10 » de nombreux autres pays. L'album s'est vendu à plus de 2,5 millions d'exemplaires.

## Histoire
Le producteur Arif Mardin, ayant collaboré avec les Bee Gees sur les deux précédents albums en donnant au groupe son orientation « disco », n'a pas collaboré de nouveau avec les frères Gibb sur Children of the World. Les Bee Gees ont toutefois voulu conserver le même son que dans leur précédent album (Main Course), et ils enregistrèrent pour cela Children of the World aux studios Criteria à Miami où Main Course avait déjà été enregistré, et firent appel au même ingénieur du son, Karl Richardson. Les sessions d'enregistrement durèrent du 19 janvier au 6 mai 1976. Les Bee Gees, Richardson et un ami de ce dernier du nom d'Albhy Galuten furent les coproducteurs de l'album.
L'album contient trois singles principaux. En plus de You Should Be Dancing arrivé numéro 1 aux États-Unis, Love So Right et Boogie Child sont respectivement arrivés n°3 et n°12 au même classement américain.

## Titres
| 1.    | You Should Be Dancing      | Barry, Robin & Maurice Gibb     | 4:17 |
| 2.    | You Stepped Into My Life   | Barry, Robin & Maurice Gibb     | 3:28 |
| 3.    | Love So Right              | Barry, Robin & Maurice Gibb     | 3:39 |
| 4.    | Lovers                     | Barry, Robin & Maurice Gibb     | 3:38 |
| 5.    | Can't Keep a Good Man Down | Barry, Robin & Maurice Gibb     | 4:46 |
| 6.    | Boogie Child               | Barry, Robin & Maurice Gibb     | 4:14 |
| 7.    | Love Me                    | Barry & Robin Gibb              | 4:03 |
| 8.    | Subway                     | Barry, Robin & Maurice Gibb     | 4:26 |
| 9.    | The Way it Was             | Barry, Robin Gibb & Blue Weaver | 3:21 |
| 10.   | Children of the World      | Barry, Robin & Maurice Gibb     | 3:07 |
| 38:37 |                            |                                 |      |

## Musiciens
Bee Gees
- Barry Gibb - chant, chœurs, guitare rythmique
- Robin Gibb - chant, chœurs
- Maurice Gibb - chant, chœurs, basse sauf sur Subway et The Way It Was
- Alan Kendall - guitare solo
- Blue Weaver - claviers, piano, synthétiseur Moog
- Dennis Bryon - batterie

Musiciens additionnels
- Gary Brown - saxophone
- George Perry - basse sur Subway et The Way It Was
- Stephen Stills - percussions sur You should be dancing
- Joe Lala - percussions
- Peter Graves, Whit Sidener, Kenny Faulk, Neil Bonsanti, Bill Purse – cuivres

Production
- Albhy Galuten : Production
- Karl Richardson : Production, ingénieur
- John Blanche, Ed Marshal : Ingénieurs
- Nick Balgona : Ingénieur additionnel